# Evolution (Scotch)
Evolution è il primo album in studio del gruppo musicale italiano Scotch, pubblicato nel 1985.

## Tracce
1. Primitive Man – 4:18 (Vince Lancini, Fabio Margutti)
2. Take Me Up – 4:00 (Vince Lancini, Fabio Margutti)
3. Man in the Man – 4:08 (Vince Lancini, Fabio Margutti)
4. Born to Kill – 5:48 (Vince Lancini, Fabio Margutti)
5. Komburn – 1:04 (Vince Lancini, Fabio Margutti)
6. Delirio Mind – 5:10 (Vince Lancini, Fabio Margutti)
7. Loving is Easy/Evolution – 4:45 (Vince Lancini, Fabio Margutti, John Lees)
8. Disco Band – 4:06 (Fabio Margutti)
9. Losing in Time – 4:25 (Vince Lancini, Fabio Margutti)

## Classifiche

### Classifiche settimanali
| Classifica (1985) | Posizione massima |
| ----------------- | ----------------- |
| Germania Ovest    | 63                |
| Svezia            | 4                 |
| Svizzera          | 22                |